# فرانسوا لي كلير
فرانسوا لي كلير (بالفرنسية: François Le Clerc)‏ وعرف أيضاً باسم جامبي دي بوا (بالفرنسية: Jambe de Bois)‏ هو قرصان مفوض فرنسي من أصل نورماندي من القرن السادس عشر. عرف بلقب الساق الخشبية نسبةً لامتلاكه ساق خشبية بدل ساقه المبتورة. عمل كقرصان مفوض لصالح فرنسا وحارب ضد انجلترا وخسر ساقه في إحدى معاركه في جزيرة جيرنسي في سنة 1549. على الرغم من خسارته لساقه الا انه رفض التقاعد. دخل فيما بعد في حرب ضد اسبانيا وهاجم الموانئ الإسبانية في جزر الكناري. انطلق بعد ذلك نحو البحر الكاريبي وهاجم عدة موانئ اسبانية في بورتوريكو وكوبا وهسبانيولا. كان هو وطاقمه أول من استقر في جزيرة سانت لوسيا وجعلها مركز لمهاجمة السفن الإسبانية. انقلب بعد ذلك ضد فرنسا وانضم إلى المتمردين البروتستانت في ثورتهم ضد الملك الكاثوليكي. انضم إلى قوات الملكة اليزابيث الأولى والتي كانت تستعد لاحتلال لو هافر. أصبح بعد ذلك مطلوباً في فرنسا، فاتجه نحو جزر الأزور وهناك تم قتله من قبل صائدي قراصنة إسبان في سنة 1563.